# Salvador Abril y Blasco
Salvador Abril y Blasco (Valencia, 22 ottobre 1862 – Valencia, 23 agosto 1924) è stato un pittore spagnolo.

## Biografia
Formatosi alla Real Academia de Bellas Artes de San Carlos della città natale, partecipò a svariate esposizioni a Madrid, nelle quali ottenne alcuni riconoscimenti. Nominato assistente all'Accademia di Granada, fu in seguito professore all'Accademia valenciana. Fu pittore principalmente di paesaggi, marine e scene di genere. Suoi dipinti sono conservati al Museo del Prado e al Museo de la Ciudad de Valencia.

## Galleria d'immagini

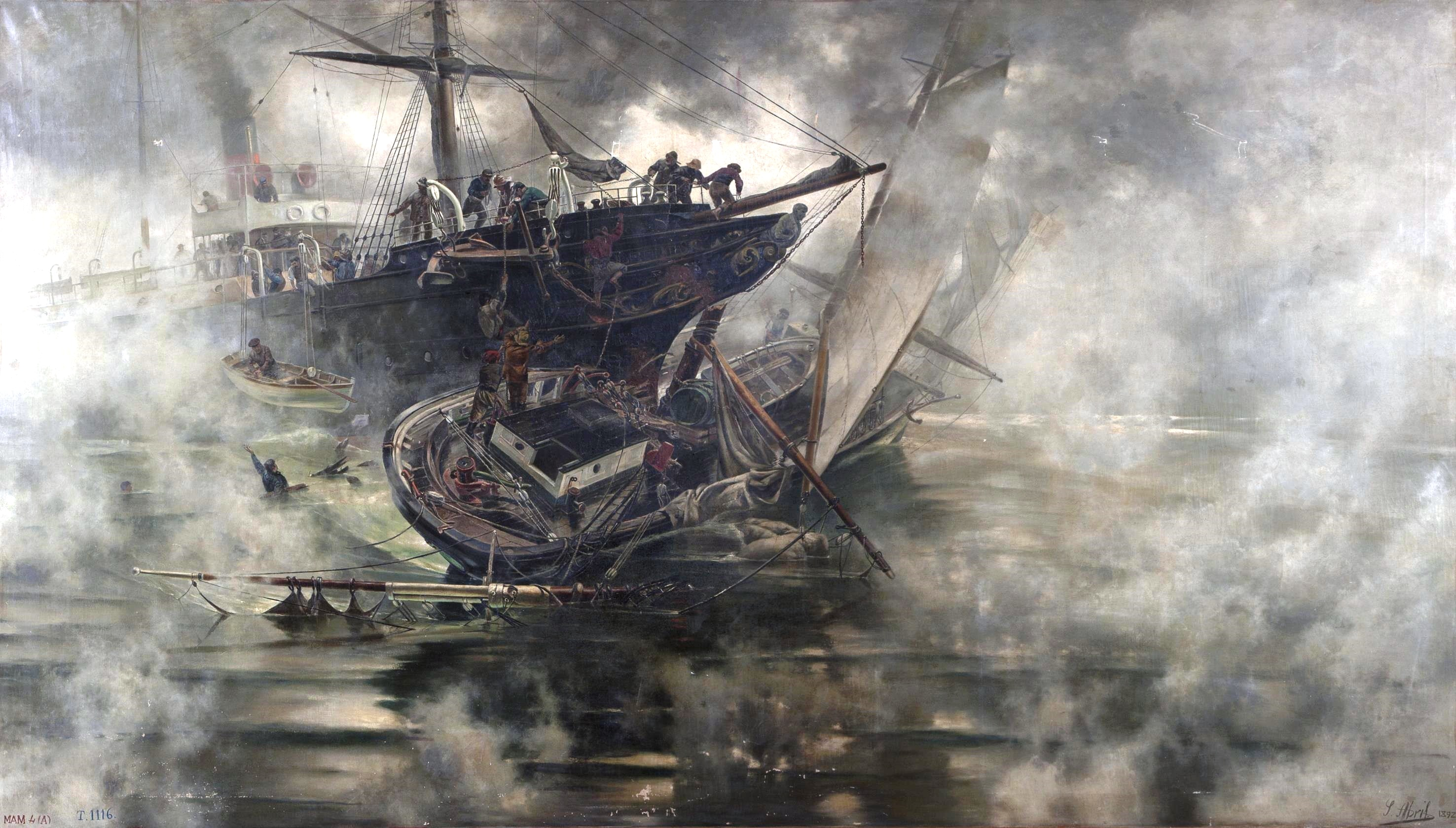
L'incidente, 1892 (Madrid, Museo del Prado; depisitato nel palazzo della Provincia di Burgos)
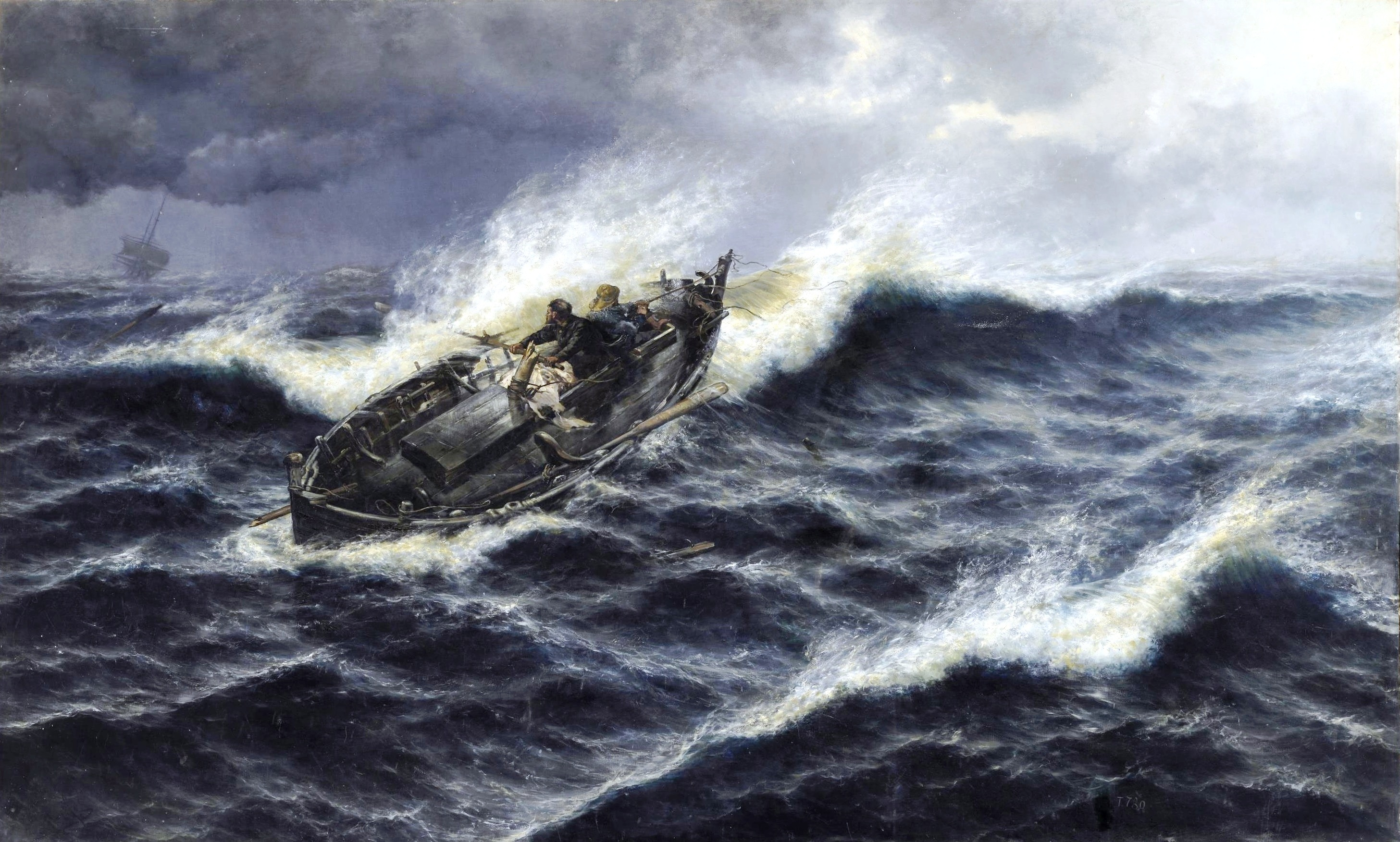
In alto mare, 1887 (Madrid, Museo del Prado; depositato nel Museo di belle arti di Valencia
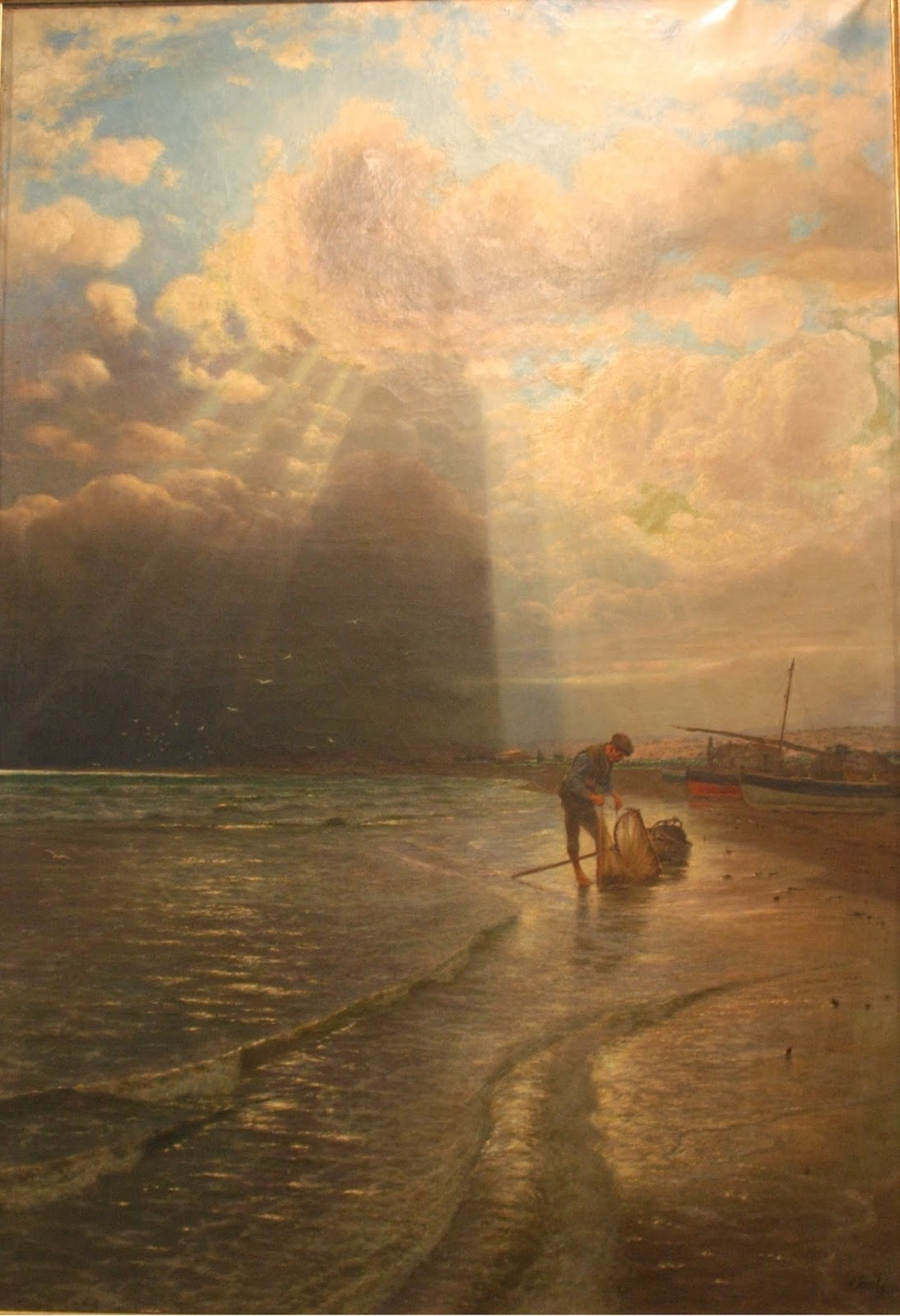
Temporale, 1890-1910 (Valencia, Museo de la Ciudad)